# معركة دوبروفينكا
معركة دوبروفينكا (بالمقدونية Битка на Дубравници) وقعت في صيف 1380م / 781 هـ أو ديسمبر 1381م/ 782 هـ، على نهر دوبروڤينكا بالقرب براشين (حاليا وسط صربيا)، بين مملكة صربيا المورافية قوات الأمير لازار بيلينا نوفيتش بقيادة القادة فيتومير وكريب وغزو الدولة العثمانية قوات السلطان مراد الأول، وخرج الجيش الصربي منتصراً. وكانت المعركة أول ما ذكر تاريخيا من أي تحركات العثمانين داخل أراضي الأمير لازار. بعد هذه المعركة لم يكن هناك أي عداء بين لازار والأتراك حتى 1386 في معركة بلوتشنيك. هذه الهزيمة ابطأت بشكل مؤقت غزو العثمانين لأرض البلقان